# Jane Espenson
Jane Espenson (Ames, 14 luglio 1964) è una produttrice televisiva e sceneggiatrice statunitense.
Ha studiato lingue e si è laureata a Berkeley.
Deve la sua fama a Buffy, serie per la quale ha lavorato per cinque anni.
L'altro suo contributo principale riguarda Battlestar Galactica e Warehouse 13.
Oltre a ciò la si ricorda per lavori meno assidui in termini di episodi in Star Trek: Deep Space Nine, The O.C., Una mamma per amica, Il Trono di Spade e C'era una volta.

## Filmografia parziale

### Sceneggiatrice
- Star Trek: Deep Space Nine – serie TV, episodio 4x16 (1996)
- Buffy l'ammazzavampiri – serie TV, 22 episodi (1998-2003)
- Angel – serie TV, episodio 1x05-2x06 (1999-2000)
- Firefly – serie TV, episodio 1x06 (2002)
- The O.C. – serie TV, episodio 1x03 (2003)
- Una mamma per amica (Gilmore Girls) – serie TV, episodi 4x04-4x16 (2003-2004)
- Tru Calling – serie TV, episodio 2x03 (2005)
- Battlestar Galactica – serie TV, 5 episodi (2006-2009)
- Warehouse 13 – serie TV, 64 episodi (2009-2014)
- Dollhouse – serie TV, episodio 1x10-1x11 (2009)
- Caprica – serie TV, episodi 1x04-1x18 (2010)
- Il Trono di Spade (Game of Thrones) – serie TV, episodio 1x06 (2011)
- Torchwood – serie TV, 5 episodi (2011)
- C'era una volta (Once Upon a Time) – serie TV, 30 episodi (2011-2018)
- C'era una volta nel Paese delle Meraviglie (Once Upon a Time in Wonderland) – serie TV, 13 episodi (2013-2014)
- Jessica Jones – serie TV, episodio 3x11 (2019)
- The Nevers – serie TV, 6 episodi (2021)